# 여자가 더 좋아 (1965년 영화)
"여자가 더 좋아"는 한국에서 제작된 김기풍 감독의 1965년 영화이다. 서영춘 등이 주연으로 출연하였고 주동진 등이 제작에 참여하였다.

## 출연

### 주연
- 서영춘
- 최지희
- 남궁원

## 기타
- 조명: 윤창화
- 미술: 이명수